# Championnat de Pologne de football 1965-1966
Navigation
Édition précédente Édition suivante
La saison 1965-1966 du championnat de Pologne est la trente-huitième saison de l'histoire de la compétition. Cette édition a été remportée par le Górnik Zabrze pour la quatrième fois consécutive, devant le Wisła Cracovie.

## Les clubs participants
| Club               | Ville     |
| ------------------ | --------- |
| GKS Katowice       | Katowice  |
| Gornik Zabrze      | Zabrze    |
| Gwardia Varsovie   | Varsovie  |
| Legia Varsovie     | Varsovie  |
| LKS Łódź           | Lódź      |
| Odra Opole         | Opole     |
| Polonia Bytom      | Bytom     |
| Ruch Chorzów       | Chorzów   |
| Sląsk Wrocław      | Wrocław   |
| Stal Rzeszów       | Rzeszów   |
| Szombierki Bytom   | Bytom     |
| Wisła Cracovie     | Cracovie  |
| Zagłębie Sosnowiec | Sosnowiec |
| Zawisza Bydgoszcz  | Bydgoszcz |

## Compétition

### Classement
| Rang | Équipe                | Pts | J  | G  | N  | P  | Bp | Bc | Diff |
| ---- | --------------------- | --- | -- | -- | -- | -- | -- | -- | ---- |
| 1    | Górnik Zabrze (T)     | 42  | 26 | 19 | 4  | 3  | 62 | 24 | +38  |
| 2    | Wisła Cracovie (P)    | 32  | 26 | 10 | 12 | 4  | 29 | 22 | +7   |
| 3    | Polonia Bytom         | 31  | 26 | 12 | 7  | 7  | 37 | 28 | +9   |
| 4    | Szombierki Bytom      | 31  | 26 | 13 | 5  | 8  | 43 | 35 | +8   |
| 5    | Zagłębie Sosnowiec    | 29  | 26 | 12 | 5  | 9  | 59 | 39 | +20  |
| 6    | Legia Varsovie (C)    | 26  | 26 | 9  | 8  | 9  | 30 | 28 | +2   |
| 7    | Stal Rzeszów          | 26  | 26 | 8  | 10 | 8  | 29 | 30 | -1   |
| 8    | Śląsk Wrocław         | 25  | 26 | 9  | 7  | 10 | 26 | 35 | -9   |
| 9    | Zawisza Bydgoszcz (P) | 24  | 26 | 10 | 4  | 12 | 30 | 35 | -5   |
| 10   | GKS Katowice (P)      | 22  | 26 | 7  | 8  | 11 | 24 | 37 | -13  |
| 11   | Ruch Chorzów          | 21  | 26 | 8  | 5  | 13 | 41 | 44 | -3   |
| 12   | ŁKS Łódź              | 21  | 26 | 7  | 7  | 12 | 33 | 41 | -8   |
| 13   | Odra Opole            | 20  | 26 | 7  | 6  | 13 | 26 | 40 | -14  |
| 14   | Gwardia Varsovie      | 14  | 26 | 5  | 4  | 17 | 20 | 51 | -31  |

| Légende | Légende                                                                                      |
| ------- | -------------------------------------------------------------------------------------------- |
|         | Coupe des clubs champions européens 1966-1967 (1er tour)                                     |
|         | Coupe d'Europe des vainqueurs de coupe 1966-1967 (1er tour)                                  |
|         | Relégation en II Liga                                                                        |
|         | (T) : Tenant du titre 1964-1965 (C) : Vainqueur de la Coupe de Pologne 1965-1966 (P) : Promu |

## Bilan de la saison
| Tableau d'Honneur |                |
| Compétition       | Vainqueur      |
| I Liga            | Górnik Zabrze  |
| Coupe de Pologne  | Legia Varsovie |

| Promotions et relégations |                             |
| Relégués en II Liga       | Odra Opole Gwardia Varsovie |
| Promus de II Liga         | Pogoń Szczecin KS Cracovia  |

| Qualifications européennes 1966-1967   |                |
| Coupe des clubs champions européens    | Qualifié       |
| 1er tour                               | Górnik Zabrze  |
| Coupe d'Europe des vainqueurs de coupe | Qualifié       |
| 1er tour                               | Legia Varsovie |

## Meilleurs buteurs
| # | Joueur               | Équipe             | Buts |
| - | -------------------- | ------------------ | ---- |
| 1 | Włodzimierz Lubański | Górnik Zabrze      | 23   |
| 2 | Ginter Piecyk        | Zagłębie Sosnowiec | 16   |
| 3 | Ernest Pohl          | Górnik Zabrze      | 15   |